# パク・ヘイル
パク・ヘイル（朝: 박해일、1977年1月26日 - ）は、韓国の俳優。

## 経歴
ソウル特別市出身。2000年に舞台「青春礼賛」でデビュー、2001年に『ワイキキ・ブラザーズ』で映画初出演。2003年、『嫉妬は私の力』で韓国映画評論家協会賞などを受賞し、注目される。2011年の『神弓-KAMIYUMI-』で青龍映画賞、大鐘賞の主演男優賞を受賞。

## 出演作品

### 映画
- ワイキキ・ブラザーズ（2001年） - 若いソンウ 役
- フー・アー・ユー?（2002年） - 写真の男 役
- 嫉妬は私の力（2003年） - イ・ウォンサン 役
- 菊花の香り 〜世界でいちばん愛されたひと〜（2003年） - ソ・イナ 役
- 殺人の追憶（2003年） - パク・ヒョンギュ 役
- 初恋のアルバム 〜人魚姫のいた島〜（2004年） - キム・ジングク 役
- 恋愛の目的（2005年） - イ・ユリム 役
- 天国までの60日（2005年） - ぺ・ネモ 役
- グエムル -漢江の怪物-（2006年） - パク・ナミル 役
- 極楽島殺人事件（2007年） - ジェ・ウソン 役
- モダンボーイ（2008年） - イ・ヘミョン 役
- 10億（2009年） - ハン・ギテ 役
- グッドモーニング・プレジデント（2009年） - チョンニョン 役
- 黒く濁る村（2010年） - リュ・ヘグク 役
- ハートビート（2011年） - イ・フィド 役
- 神弓-KAMIYUMI-（2011年） - ナミ 役
- 人類滅亡計画書（2012年）
- ウンギョ 青い蜜（2012年） - イ・ジョギョ 役
- 私は公務員だ（2012年） - ハン・ジュネ 役
- ブーメランファミリー（2013年） - オ・インモ 役
- 慶州（キョンジュ） ヒョンとユニ（2014年） - チェ・ヒョン 役
- 提報者 ES細胞捏造事件（2014年） - ユン・ミンチョル 役
- 22年目の記憶（2014年） - テシク 役
- フィルム時代の愛（2015年）
- ラスト・プリンセス 大韓帝国最後の皇女（2016年） - キム・ジャンハン 役
- 天命の城（2017年） - 仁祖 役
- 上流階級（2018年） - チャン・テジュン 役
- 群山（2018年） - ユンヨン 役
- 王の願い ハングルの始まり（2019年） - シンミ 役
- 別れる決心（2022年） - チャン・ヘジュン 役
- ハンサン -龍の出現-（2022年） - イ・スンシン（李舜臣） 役

### ドラマ
- 男3人女3人（1997年、MBC） - 学生 役
- ナイン・ジンクス・ボーイズ〜九厄少年〜（2014年、tvN） - 本人 役